# リーガ・エスパニョーラ1983-1984
リーガ・エスパニョーラ1983-1984（1983–84 La Liga）は、リーガ・エスパニョーラの第53回目のシーズンである。
これは、1983年9月3日から、1984年4月29日までの期間で開催された。前期に続いて、アスレティック・ビルバオが優勝した。また、同チームは、国王杯（コパ・デル・レイ, Copa del Rey, ）においても優勝した。

## 経過
このシーズンは、前回と同じような展開になり、最終戦は、アスレチック・ビルバオとレアル・マドリードのトップ争いと、FCバルセロナが、それを追うという形になった。
このシーズンの準備では、それまでの３年間に優勝した２チームは、地元出身者で構成したものであったので、他のチームも、傘下のチームから、スカウトする傾向があった。例えば、レアル・マドリードでは、後に「ハゲタカ同期生」と呼ばれるようになる数人の優秀選手が加わった。この名は、その内の代表的存在のエミリオ・ブトラゲーニョ（後述）が、その姓が、「ブイトレ」（ハゲタカ）の名に似ており、あだ名を付けられたことに由来する。
当初は、３者が並んだ状態で進行した。最初の注目された試合は、FCバルセロナ対アスレティック・ビルバオ戦で、４対０となった。しかし、この試合で、アスレチックのゴイコエチェア（アンドニ・ゴイコエチェア・オラスコアガ）が、マラドーナ（ディエゴ・マラドーナ）に重傷を負わせる反則をした。これにより、マラドーナは休場３か月となった。一方、ゴイコエチェアは、１８試合の出場停止となったが、後にこれは７試合と軽減された。
この出来事により、アスレティック・ビルバオは、数週間、不安定な時期を通過した。リーグは、混戦模様の時期を経たのち、前半期終了時には、レアル・マドリードが首位で、１ポイント差でアスレティック・ビルバオ、４位がFCバルセロナとなった。
後半期は、アスレティック・ビルバオは好調なスタートであったが、リーグ全体で油断が許されない状況であった。しかし、最終的にアスレティック・ビルバオとレアル・マドリードが同ポイントとなり、優勝決定は、最終日に持ちこまれた。３位は、FCバルセロナが付けていた。

## 最終日
最終日は、優勝を期しての３つの上位チームの、それぞれ３試合が、同時進行で行われ、劇的な展開となった。
アスレティック・ビルバオは、地元サン・マメス・サッカー場で、レアル・ソシエダとの対戦。一方、レアル・マドリードは、RCDエスパニョルの地元サリア・サッカー場（エスタディ・デ・サリア）で対戦。また、FCバルセロナは、アトレティコ・マドリードと、その地元カルデロン・サッカ—場での対戦となった。
アスレティック・ビルバオ戦では、リセランス（ヘスス・イニゴ・リセランス）選手が１８分に１ゴール。FCバルセロナ戦では、カラスコ（フランシスコ・ホセ・カラスコ）選手が先制点。レアル・マドリードは、オレフエラ選手が１ゴール。３強豪は、それぞれに、得点を獲得した。
しかし、アスレティック・ビルバオ戦では、６８分、レアル・ソシエダのウラルデ選手により、１対１。この時点での計算では、FCバルセロナが首位。ところが、その２分後に、レアル・マドリードがエミリオ・ブトラゲーニョ選手により同点ゴール。この時点で、３試合が同点の状態となり、これは、勝ち試合数で勝っていたレアル・マドリードに有利な状況になった。
この状態が１０分続いたが、アスレティック・ビルバオ戦では、７９分時に、リセランス選手のヘッディングシュートが決まり、2対１の決定的結果となった。
これにより、アスレティック・ビルバオが再びリーグの優勝チームとなり、レアル・マドリード２位、FCバルセロナ３位、アトレティコ・マドリードは４位となった。

## 順位表
| 順 | チーム                       | 試 | 勝 | 分 | 敗 | 得 | 失 | 差  | 点 | 出場権または降格                 |
| -- | ---------------------------- | -- | -- | -- | -- | -- | -- | --- | -- | -------------------------------- |
| 1  | アスレティック・ビルバオ (C) | 34 | 20 | 9  | 5  | 53 | 30 | +23 | 49 | チャンピオンズカップ 1回戦出場   |
| 2  | レアル・マドリード           | 34 | 22 | 5  | 7  | 59 | 37 | +22 | 49 | UEFAカップ 1回戦出場             |
| 3  | バルセロナ                   | 34 | 20 | 8  | 6  | 62 | 28 | +34 | 48 | カップウィナーズカップ 1回戦出場 |
| 4  | アトレティコ・マドリード     | 34 | 17 | 8  | 9  | 53 | 47 | +6  | 42 | UEFAカップ 1回戦出場             |
| 5  | レアル・ベティス             | 34 | 17 | 4  | 13 | 45 | 40 | +5  | 38 | UEFAカップ 1回戦出場             |
| 6  | レアル・ソシエダ             | 34 | 14 | 9  | 11 | 43 | 35 | +8  | 37 |                                  |
| 7  | サラゴサ                     | 34 | 12 | 11 | 11 | 50 | 41 | +9  | 35 |                                  |
| 8  | セビージャ                   | 34 | 13 | 8  | 13 | 42 | 43 | −1  | 34 |                                  |
| 9  | マラガ                       | 34 | 11 | 11 | 12 | 41 | 35 | +6  | 33 |                                  |
| 10 | エスパニョール               | 34 | 10 | 13 | 11 | 42 | 44 | −2  | 33 |                                  |
| 11 | ムルシア                     | 34 | 10 | 12 | 12 | 42 | 38 | +4  | 32 |                                  |
| 12 | バレンシア                   | 34 | 12 | 8  | 14 | 45 | 47 | −2  | 32 |                                  |
| 13 | スポルティング・ヒホン       | 34 | 11 | 8  | 15 | 38 | 47 | −9  | 30 |                                  |
| 14 | バジャドリード               | 34 | 11 | 7  | 16 | 44 | 60 | −16 | 29 | UEFAカップ 1回戦出場             |
| 15 | オサスナ                     | 34 | 11 | 6  | 17 | 30 | 44 | −14 | 28 |                                  |
| 16 | カディス (R)                 | 34 | 6  | 10 | 18 | 36 | 51 | −15 | 22 | セグンダ・ディビシオン降格       |
| 17 | マヨルカ (R)                 | 34 | 3  | 15 | 16 | 27 | 56 | −29 | 21 | セグンダ・ディビシオン降格       |
| 18 | サラマンカ (R)               | 34 | 5  | 10 | 19 | 30 | 59 | −29 | 20 | セグンダ・ディビシオン降格       |

## 表彰

### ピチーチ賞
| # | 国籍             | 選手                       | 所属クラブ               | ゴール数 |
| - | ---------------- | -------------------------- | ------------------------ | -------- |
| 1 | ウルグアイの旗   | ホルヘ・ダ・シルバ         | バジャドリード           | 17       |
| 1 | スペインの旗     | フアニート                 | レアル・マドリード       | 17       |
| 3 | ホンジュラスの旗 | マヒコ・ゴンサレス         | カディス                 | 14       |
| 4 | スペインの旗     | サンティリャーナ           | レアル・マドリード       | 13       |
| 5 | メキシコの旗     | ウーゴ・サンチェス         | アトレティコ・マドリード | 12       |
| 5 | スペインの旗     | マルコス・アロンソ         | バルセロナ               | 12       |
| 5 | スペインの旗     | ロペス・ウファルテ         | レアル・ソシエダ         | 12       |
| 8 | パラグアイの旗   | ラウル・アマリージャ       | レアル・サラゴサ         | 11       |
| 8 | スペインの旗     | パシ・イリギーベル         | オサスナ                 | 11       |
| 8 | ホンジュラスの旗 | ホセ・ロベルト・フィゲロア | ムルシア                 | 11       |

### サモラ賞
| # | 国籍         | 選手                   | 所属クラブ               | 失点 | 失点率 |
| - | ------------ | ---------------------- | ------------------------ | ---- | ------ |
| 1 | スペインの旗 | ウルティ               | バルセロナ               | 26   | 0.78   |
| 2 | スペインの旗 | ミゲル・アンヘル       | レアル・マドリード       | 24   | 0.85   |
| 3 | スペインの旗 | アンドニ・スビサレッタ | アスレティック・ビルバオ | 30   | 0.88   |
| 4 | スペインの旗 | フェルナンド・ペラルタ | マラガ                   | 35   | 1.02   |
| 5 | スペインの旗 | ルイス・アルコナーダ   | レアル・ソシエダ         | 30   | 1.07   |